# Enrico Auletta
Enrico Auletta (Salerno, 6 maggio 1922 – Gorizia, 18 marzo 1997) è stato un calciatore italiano, di ruolo centrocampista. Era anche noto come Auletta II per distinguerlo dal fratello maggiore Gaetano (I).

## Carriera
Dopo gli esordi in Serie C con la Pro Gorizia nel campionato 1941-1942, l'anno successivo gioca per un'altra stagione in terza serie con la Casertana.
Nel 1943 torna alla Pro Gorizia, debuttando in Serie B nel 1946-1947 e disputando due campionati cadetti per un totale di 72 presenze. Si trasferisce poi al San Donà con il fratello Gaetano, riuscendo a vincere il campionato di Promozione 1948-1949. Con il San Donà sotto la guida di Giacomo Blason disputa anche i due successivi campionati di Serie C 1949-50 e 1950-51.

## Palmarès

### Club

#### Competizioni nazionali
- Serie C: 1

Pro Gorizia: 1942-1943